# Thomas Amling

Thomas Amling (2024)

Thomas Amling (* 26. Oktober 1965 in Schweinfurt) ist ein deutscher Betriebswirt. Er war von 2002 bis 2023 Professor für Betriebswirtschaftslehre an der Hochschule für Technik, Wirtschaft und Kultur Leipzig.

## Werdegang
Amling absolvierte 1986 bis 1988 eine Ausbildung zum Industriekaufmann bei der Fichtel & Sachs AG (heute: ZF Sachs) in Schweinfurt.
Als Student der Betriebswirtschaftslehre in Nürnberg und Würzburg erhielt er im Jahr 1991 ein Stipendium des Akademischen Auslandsamtes für die Appalachian State University in Boone, North Carolina in den USA. Dort schloss er 1992 mit einem Bachelor of Science auf der Dean’s List ab. Im Jahre 1993 folgte der Master of Business Administration.
Zurück in Deutschland promovierte er 1997 an der Friedrich-Alexander-Universität Erlangen-Nürnberg bei Volker H. Peemöller als externer Doktorand zum Thema „Personal-Controlling auf der strategischen und operativen Problemebene im Industriebetrieb“. Die Dissertation zählt zu den frühen wissenschaftlichen Arbeiten des damals neuen Personalcontrolling.
Anschließend war er im damaligen Daimler-Konzern in Berlin und Stuttgart tätig. Nach dem Einstieg als Revisor bei der Tochtergesellschaft debis AG in Berlin wechselte er 1997 in die Konzernrevision der Daimler-Benz AG, wo er Manager und Mitglied des Merger-Teams mit der Chrysler Corp wurde. 1998 legte er das Berufsexamen zum Certified Internal Auditor (CIA) für die Interne Revision ab, das zu der Zeit erstmals in Deutschland angeboten wurde.
Das neu entstandene DaimlerChrysler-Corporate Audit wurde nach den gerade erst eingeführten globalen Revisionsstandards geführt. In einer zentralen Rolle gestaltete Amling die Entwicklung mit.
Zu Beginn des Jahres 2000 übernahm er die Leitung des Divisional Controlling der debis AG (später DaimlerChrysler Services AG), einem der zu dieser Zeit vier Geschäftsbereiche des DaimlerChrysler-Konzerns. Die Controlling-Verantwortung umfasste das Headquarters am Potsdamer Platz (debis-Haus) in Berlin, die Business Units Financial Services und IT Services (debis Systemhaus) sowie mehrere direkt geführte Beteiligungen (z. B. Dornier Consult GmbH, heute Dornier Consulting International GmbH; Tegaron Telematics GmbH, später T-Traffic der Telekom AG). In diese Zeit fallen auch die Gründungen der Tochtergesellschaften DaimlerChrysler Bank (heute Mercedes-Benz Bank AG) und der Toll Collect GmbH sowie der Verkauf der IT-Division an die Deutsche Telekom AG für ca. 5,8 Mrd. Euro.
Im Jahre 2002 erhielt Amling die Professur für Betriebswirtschaftslehre (Unternehmensführung) an der HTWK Leipzig und war bis Dezember 2005 Studiendekan für den Bachelorstudiengang International Management.
Die Lehrtätigkeit zum Berufungsgebiet „Unternehmensführung“ umfasste insbesondere Strategie und Governance. Die Forschungsarbeit war auf die Governance, Risikomanagement und insbesondere auf die Interne Revision ausgerichtet.
Die Internationalisierung der Lehre hat Amlings Tätigkeit an der HTWK Leipzig stark geprägt. Zum Zeitpunkt seiner Berufung als Professor 2002 fand die Lehre an der gesamten HTWK Leipzig fast ausschließlich in deutscher Sprache statt. Das Vorhaben, einen zunehmend englischsprachigen Studiengang zu etablieren, wurde vom damaligen Dekan Peter Uecker und dem Studiendekan Amling initiiert und vorangetrieben. Im Jahr 2002 entstand somit der Studiengang International Management, welchen Amling bis Ende 2005 selbst leitete.
Heute ist der Bachelor International Management mit einem Numerus clausus zwischen 1,0 und 1,1 einer der am meisten nachgefragten Studiengänge der HTWK Leipzig.
Freiberuflich war Amling jeweils etwa 10 Jahre für die Frankfurt School of Finance (Master, Modul Strategisches Management), das Steinbeis Institut für Governance, Risk und Compliance in Berlin (MBA, Modul Risikomanagement) sowie die DIIR Akademie in Frankfurt tätig. Für Letztere entwickelte er das Berufsexamen Interner Revisor DIIR mit und deckte mit Prof. Bantleon zwei der insgesamt vier Module ab.
Nach seiner Emeritierung legte er den Grundstein für das HTWK WiWi Alumni-Netzwerk e.V., mit dem er als Ehrenpräsident weiter verbunden ist.
Ehrenamtlich war Amling als Verwaltungsrat des DIIR engagiert (2006–2024, ab 2014 stv. Vorsitzender). In den Jahren 2003 bis 2006 war er Mitglied des wissenschaftlichen Beirats des DIIR. Dem Verwaltungsrat des DIIR gehör(t)en Persönlichkeiten des öffentlichen Lebens an wie  Brigitte Mandt (Präsidentin des Landesrechnungshofs Nordrhein-Westfalen),  Elke König (ehem. Präsidentin BaFin) oder  Ralf P. Thomas (CFO Siemens AG).
Amling war Mitgründer und Gesellschafter mehrerer Start-Ups, insbesondere als Interim Management Provider, sowie der YAVEON AG in Würzburg (Vorsitzender des Aufsichtsrats 2008–2013). Im Jahr 2021 veräußerte er seine Anteile als Hauptaktionär der YAVEON AG.

## Publikationen
Monografien
- Ansatzpunkte und Instrumente des Personal-Controlling auf der strategischen und operativen Problemebene im Industriebetrieb. Hochschulschrift, Europäische Hochschulschriften / Reihe 5 / Volks- und Betriebswirtschaft / Bd. 2184, Frankfurt am Main 1997, ISBN 978-3-631-32560-5.
- mit Ulrich Bantleon: Handbuch der Internen Revision – Grundlagen, Standards, Berufsstand, Erich Schmidt Verlag, Berlin 2007, ISBN 978-3-503-10344-7.

Herausgeberschaft
- mit Ulrich Bantleon: Praxis der Internen Revision. Management, Methoden, Prüffelder. Aufsatzsammlung, Erich Schmidt Verlag, Berlin 2012, ISBN 978-3-503-13686-5.